# British Touring Car Championship 1999

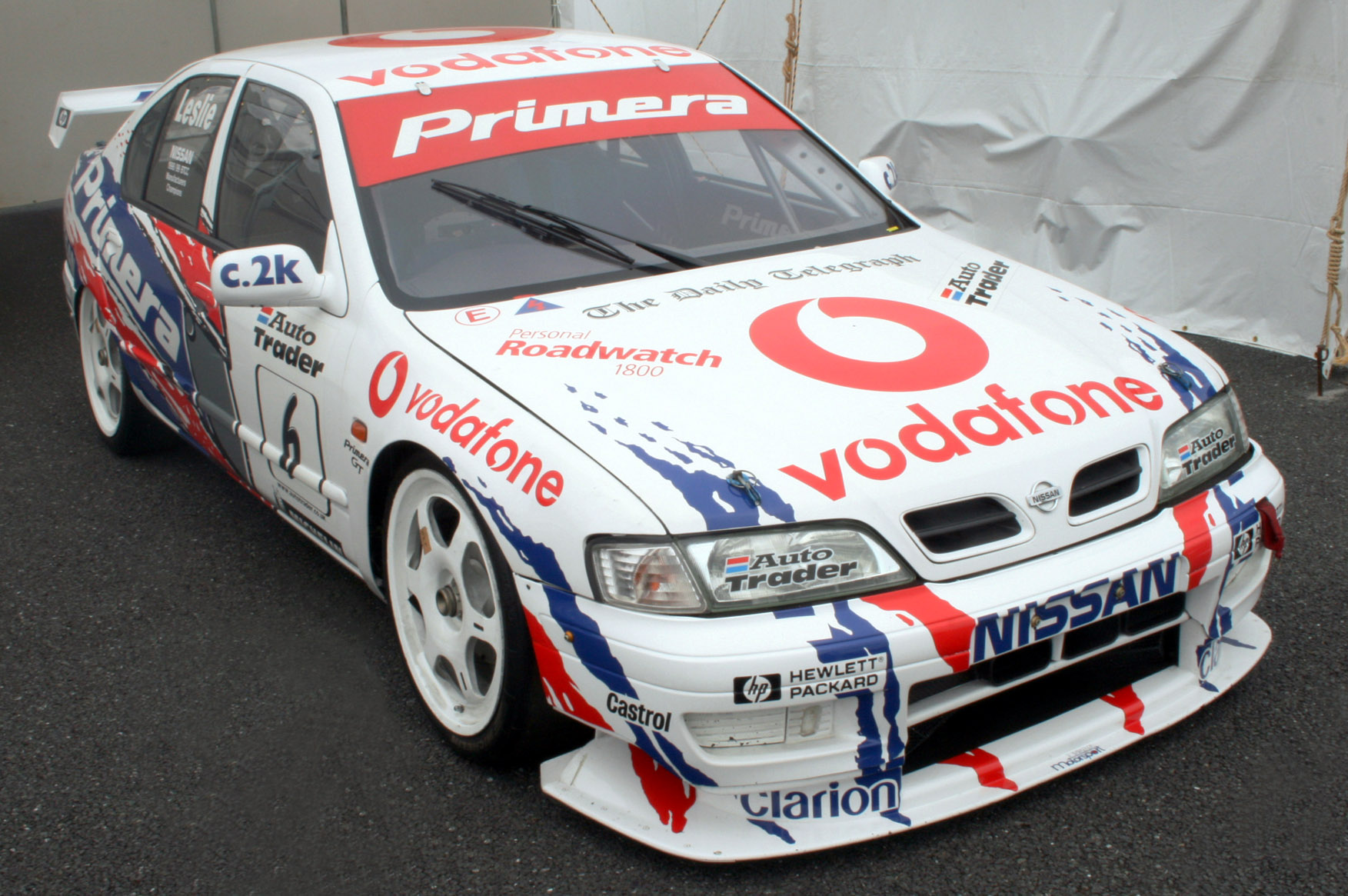
David Leslies Nissan Primera GT från 1999. Observera att bilden är tagen 2007.

Auto Trader RAC British Touring Car Championship 1999 var den 42:a säsongen av det brittiska standardvagnsmästerskapet, British Touring Car Championship. Säsongen bestod av 26 race, och mästare blev Laurent Aïello i en Nissan Primera GT.

## Tävlingskalender
| Bana                            | Segrare (Race 1) | Märke    | Segrare (Race 2) | Märke   |
| ------------------------------- | ---------------- | -------- | ---------------- | ------- |
| Donington Park                  | James Thompson   | Honda    | Matt Neal        | Honda   |
| Silverstone Circuit             | Laurent Aïello   | Nissan   | Jason Plato      | Renault |
| Thruxton Circuit                | Laurent Aïello   | Nissan   | Laurent Aïello   | Nissan  |
| Brands Hatch                    | Yvan Muller      | Vauxhall | Laurent Aïello   | Nissan  |
| Oulton Park                     | Laurent Aïello   | Nissan   | Laurent Aïello   | Nissan  |
| Donington Park                  | James Thompson   | Honda    | David Leslie     | Nissan  |
| Croft Circuit                   | James Thompson   | Honda    | Rickard Rydell   | Volvo   |
| Snetterton Motor Racing Circuit | David Leslie     | Nissan   | Peter Kox        | Honda   |
| Thruxton Circuit                | Laurent Aïello   | Nissan   | David Leslie     | Nissan  |
| Knockhill Racing Circuit        | Laurent Aïello   | Nissan   | Alain Menu       | Ford    |
| Brands Hatch                    | Rickard Rydell   | Volvo    | Laurent Aïello   | Nissan  |
| Oulton Park                     | Laurent Aïello   | Nissan   | James Thompson   | Honda   |
| Silverstone Circuit             | Rickard Rydell   | Volvo    | Rickard Rydell   | Volvo   |

## Slutställning
| Plats | Förare                   | Märke    | Poäng |
| ----- | ------------------------ | -------- | ----- |
| 1     | Laurent Aïello           | Nissan   | 244   |
| 2     | David Leslie             | Nissan   | 228   |
| 3     | Rickard Rydell           | Volvo    | 192   |
| 4     | James Thompson           | Honda    | 174   |
| 5     | Jason Plato              | Renault  | 122   |
| 6     | Yvan Muller              | Vauxhall | 119   |
| 7     | Peter Kox                | Honda    | 113   |
| 8     | Vincent Radermecker      | Volvo    | 113   |
| 9     | Matt Neal                | Honda    | 109   |
| 10    | Jean-Christophe Boullion | Renault  | 97    |